# 亀井町 (岡崎市)
亀井町（かめいちょう）は、愛知県岡崎市の町名。現行行政地名は亀井町1丁目及び亀井町2丁目。

## 地理
岡崎市の西部に位置し、中心街の一角に相応する。町内に丁目を持つが小字は持たない。

## 世帯数と人口
2019年（令和元年）5月1日現在の世帯数と人口は以下の通りである。
| 町丁   | 世帯数  | 人口  |
| ------ | ------- | ----- |
| 亀井町 | 102世帯 | 246人 |

### 人口の変遷
国勢調査による人口の推移
| 1995年（平成7年）  | 239人 | [ 5 ] |  |
| 2000年（平成12年） | 202人 | [ 6 ] |  |
| 2005年（平成17年） | 180人 | [ 7 ] |  |
| 2010年（平成22年） | 226人 | [ 8 ] |  |
| 2015年（平成27年） | 257人 | [ 9 ] |  |

## 小・中学校の学区
市立小・中学校に通う場合、学区は以下の通りとなる。
| 番・番地等 | 小学校             | 中学校             |
| ---------- | ------------------ | ------------------ |
| 全域       | 岡崎市立梅園小学校 | 岡崎市立甲山中学校 |

## 歴史
額田郡岡崎亀井町を前身とする。

### 町名の由来
興蓮寺の山号「亀井山」による。

### 沿革
- 1889年（明治22年）10月1日 - 町村制施行に伴い、岡崎横町・岡崎亀井町・岡崎久右衛門町・岡崎魚町・岡崎康生町・岡崎材木町・岡崎十王町・岡崎松本町・岡崎上肴町・岡崎伝馬町・岡崎田町・岡崎唐沢町・岡崎島町・岡崎投町・岡崎能見町・岡崎八幡町・岡崎板屋町・岡崎福寿町・岡崎門前町・岡崎祐金町・岡崎裏町・岡崎両町・岡崎連尺町・岡崎六地蔵町・岡崎籠田町・菅生村・中村・梅園村・八帖村・六供村が合併し、岡崎町大字亀井となる[12]。
- 1916年（大正5年）7月1日 - 市制施行に伴い、岡崎市大字亀井となる[13]。
- 1917年（大正6年）7月1日 - 亀井町に改称[13]。
- 1957年（昭和32年）11月15日 - 籠田町・八幡町・六供町・梅園町・花崗町の各一部を編入し1～2丁目を設置。一部が花崗町1丁目・伝馬通1丁目となる[14][13]。

## 交通
- 石屋町通り
- 市民会館通り

## 施設

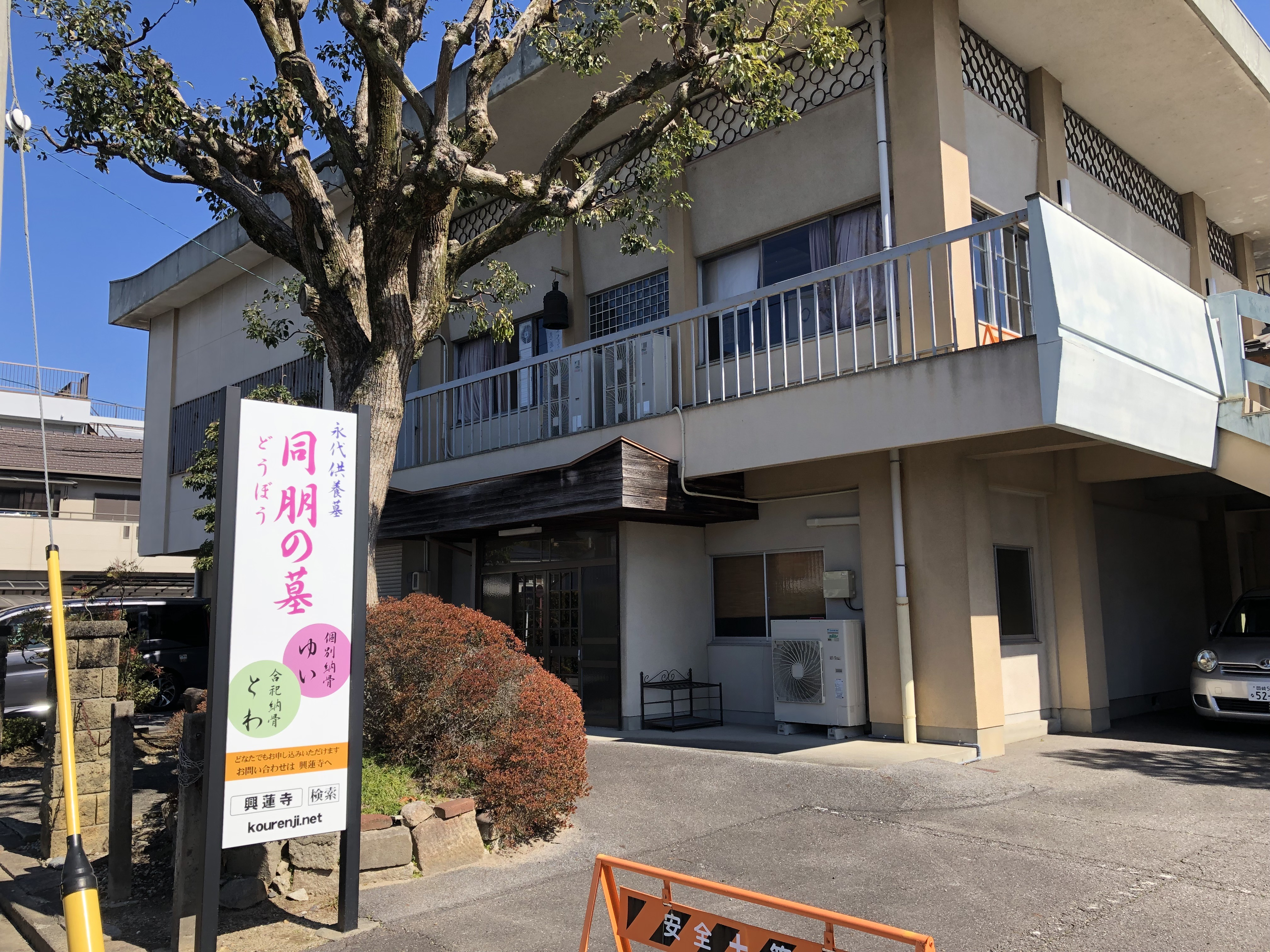
興蓮寺

- 興蓮寺
- 秋葉社

## その他

### 日本郵便
- 郵便番号 : 444-0049[3]（集配局：岡崎郵便局[15]）。

## 参考資料
- 「角川日本地名大辞典」編纂委員会 編『角川日本地名大辞典 23 愛知県』角川書店、1989年3月8日。ISBN 4-04-001230-5。
- 有限会社平凡社地方資料センター 編『日本歴史地名大系第23巻 愛知県の地名』平凡社、1981年。ISBN 4-582-49023-9。
- 新編岡崎市史編さん委員会 編『新編岡崎市史 総集編 20』1993年。